# Maxi Oyedele
Maximillian Oyedele (* 7. listopadu 2004) je polský profesionální fotbalista, který hraje na pozici záložníka za francouzský klub RC Strasbourg Alsace. Narodil se v Anglii, ale hraje za polský národní tým.

## Klubová kariéra
Oyedele přišel do akademie Manchesteru United v osmi letech z Burnley, kde zapůsobil v mládežnických kategoriích. Poté, co postupoval v žebříčku klubu, byl součástí vítězného týmu FA Youth Cupu 2021/22, kde se do finálového zápasu dostal z lavičky.
V únoru 2023 se Oyedele spolu se spoluhráči Joem Hugillem a Sonnym Aljofreem připojil ke klubu National League Altrincham FC na hostování. Tento tah se ukázal jako úspěšný a Oyedele byl nominován na cenu Gól sezóny Altrinchamu za svůj zásah proti Oldham Athletic.
V lednu 2024 se Oyedele připojil ke klubu ze spodku League Two Forest Green Rovers na hostování do konce sezóny.
Dne 22. srpna 2024 přestoupil Oyedele do klubu Ekstraklasa Legia Varšava.

## Reprezentační kariéra
Narodil se v Salfordu v Manchesteru v Anglii polské matce a nigerijskému otci a je polským mládežnickým reprezentantem, který reprezentoval Polsko v kategoriích do 18, 19, 20 a 21 let.
Dne 30. září 2024, poté, co odehrál 100 minut ve dvou zápasech za Legii, byl Oyedele překvapivě povolán do seniorského národního týmu trenérem Michałem Probierzem pro zápasy Ligy národů UEFA proti Portugalsku a Chorvatsku. Poprvé nastoupil za Polsko proti Portugalsku 12. října, než byl po 66 minutách při prohře 1:3 nahrazen Jakubem Moderem.

## Statistiky

### Klubové
Platí k zápasu hranému 24. května 2025.
| Klub                            | Sezóna            | Liga              | Liga   | Liga | Národní pohár | Národní pohár | Ligový pohár | Ligový pohár | Kontinentální | Kontinentální | Ostatní | Ostatní | Celkově | Celkově |
| Klub                            | Sezóna            | Soutěž            | Zápasy | Góly | Zápasy        | Góly          | Zápasy       | Góly         | Zápasy        | Góly          | Zápasy  | Góly    | Zápasy  | Góly    |
| ------------------------------- | ----------------- | ----------------- | ------ | ---- | ------------- | ------------- | ------------ | ------------ | ------------- | ------------- | ------- | ------- | ------- | ------- |
| Manchester United U21           | 2022/23           | —                 | —      | —    | —             | —             | —            | —            | —             | —             | 2       | 0       | 2       | 0       |
| Manchester United U21           | 2023/24           | —                 | —      | —    | —             | —             | —            | —            | —             | —             | 2       | 0       | 2       | 0       |
| Altrincham (hostování)          | 2022/23           | National League   | 12     | 4    | —             | —             | —            | —            | —             | —             | —       | —       | 12      | 4       |
| Forest Green Rovers (hostování) | 2023/24           | EFL League Two    | 4      | 0    | —             | —             | —            | —            | —             | —             | —       | —       | 4       | 0       |
| Legia Varšava                   | 2024/25           | Ekstraklasa       | 16     | 0    | 3             | 0             | —            | —            | 5             | 0             | —       | —       | 24      | 0       |
| Celkově v kariéře               | Celkově v kariéře | Celkově v kariéře | 32     | 4    | 3             | 0             | 0            | 0            | 5             | 0             | 4       | 0       | 44      | 4       |

### Reprezentační
Platí k zápasu hranému 15. října 2024.
| Národní tým | Rok     | Zápasy | Góly |
| ----------- | ------- | ------ | ---- |
| Polsko      | 2024    | 2      | 0    |
| Celkově     | Celkově | 2      | 0    |

## Úspěchy
Manchester United U18
- FA Youth Cup: 2021/22

#### Legia Varšava
- Polský pohár: 2024/25